# Szabla
Szabla em geral é um termo genérico Língua polaca para sabre. Em particular, é usado para descrever um tipo específico de arma branca polaca, semelhante a um sabre, com uma lâmina curvada e em muitos casos, com duas lâminas semelhante a uma pena (pióro). Era inicialmente usado pela cavalaria ligeira e com o tempo evoluiu para uma variedade de armas usadas com finalidade marcial e cerimonial. Até o século XIX ele também serviu como um dos símbolos dos nobres polaca (szlachta), que o consideravam ser uma das mais importantes peças do vestuário tradicional masculino. 

## História

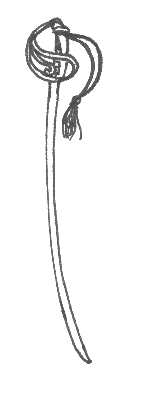
Típico sabre de cavalaria do século XIX, bem semelhante ao szabla

Vários tipos de armas semelhantes ao sabre foram primeiramente trazidos para a Polônia pelos tártaros e pelos mongóis já no século XIII. Contudo, foi somente nos séculos XIV e XV que uma espada curvada foi adotada nas guerras europeias. Inicialmente os sabres usados na Hungria e na Rússia de Quieve eram mais cópias locais de seus predecessores orientais usados pelos turcos e árabes: a kilij, pulwar, talwar, saif, shamshir ou cimitarra. É freqüente assumir que todas elas eram, por sua vez, derivadas das antigas espadas chinesas Dao adotadas pelas tribos nômades da Ásia e então levadas ao Oriente Médio durante o reinado de Genghis Khan. 

Embora no início do século XVI tais armas eram usadas tanto na Polônia quanto na Hungria, na maioria das vezes elas eram exemplares capturados nas batalhas e distribuídos aos camponeses e servos somente em casos de extrema necessidade. Como tal, elas foram considerados armas plebeias desmerecedoras de serem utilizadas pela nobreza. As classes mais altas e os cavaleiros, por sua vez, ainda preferiam as pesadas espadas, assim como os seus contemporâneos europeus ocidentais. Porém, com o tempo o advento das armas de fogo e da artilharia, bem como a constante pressão do Império Otomano e dos tártaros, que utilizavam a cavalaria ligeira em grande número fez das espadas medievais e dos cavaleiros de pesadas armaduras algo obsoleto. Foi no século XV que espadas muito mais leves e curvas foram adotadas na Lituânia e na Hungria, quando os dois países estavam à beira da extinção pelos mongóis, turcos e tártaros. 

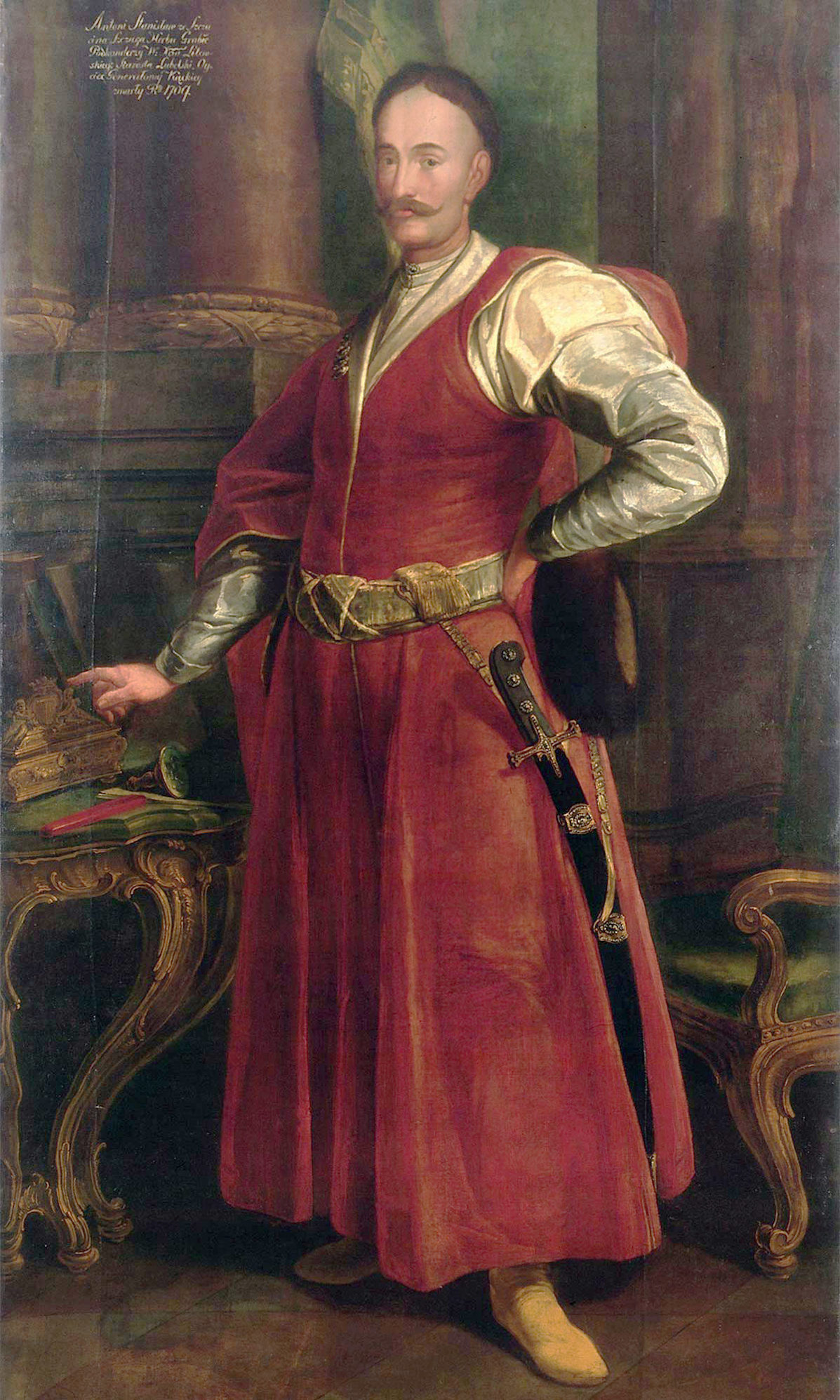
Stanisław Antoni Szczuka em um representativo traje nacional polaco. Um kontusz vermelho preso com um pas kontuszowy. Em baixo um żupan com uma gola baixa. Com a mão esquerda segura um gorro de pele de animal com aba baixa. Cabelos e bigode característicos. Traz a szabla a sua esquerda. Pintura de um artista desconhecido. Wilanów

No século seguinte, depois da eleição para o trono da Polônia do nobre transilvano-húngaro Stefan Batory, todo o Exército polaco foi reestruturado para atender às novas necessidades. As conseqüências da União polaco-lituana, bem como os constantes contatos com a Hungria e a Transilvânia, fizeram do sabre uma das armas básicas usadas pela nobreza, anteriormente usuária da espada. Com o tempo o sabre evoluiu na República das Duas Nações e deu surgimento a uma grande variedade de armas, adaptadas para as diversas finalidades. Nos séculos seguintes, as idéias do Sarmatismo assim como também a fascinação polaca pelo traje oriental, costumes, culinária e táticas de guerra fizeram com que a szabla se tornasse parte indispensável do vestuário da szlachta, bem como um dos símbolos de nobreza e de suas alegadas raízes ancestrais.
A palavra Língua polaca szabla "espada, sabre", é provável que tenha se originado do alemão sabel, que por sua vez deve ter-se originado da palavra húngara szablya "sabre", literalmente "ferramenta para cortar", de szabni "cortar." 

## Esquema
Como foi dito, a característica principal de uma szabla é sua lâmina curvada, freqüentemente com um yelmen (chamado de pena na Polônia).  
|  | Como a maioria das espadas, os sabres polaca eram compostos de várias partes, cada uma tendo seu nome próprio (os termos polaca estão entre parênteses): - Punho (rękojeść) (A) - Lâmina (głownia) (B) - forte (zastawa) (C) - a parte superior da lâmina, normalmente usada para bloquear; geralmente constitui a terça parte da lâmina. - (moc) (D) - ponto fraco (sztych) (E) - a ponta de uma lâmina, geralmente de fio duplo. O forte e o ponto fraco podem ser visualmente separados por duas garras no lado não afiado da lâmina , o treshold (próg) e o martle (młotek). Os dois lados da lâmina podem ser moldados de diversas formas e são geralmente decorados com figuras ou inscrições. Outros símbolos gravados em sua superfície são os de brasões de armas. Elementos: 1. pomo (głowica) 2. cabo (trzon) 3. chappe (wąsy) 4. cruzeta (jelce) 5. fio (ostrze) 6. (tylec) 7. superfície lisa (płaz) 8. sulco (strudzina) 9. martle (młotek) 10. yelmen (pióro) |

A maior diversidade é encontrada nos vários tipos de punho, que define a finalidade do sabre. O sabre polonês geralmente pode ser dividido em:
- punho aberto - um sabre clássico com cruzeta
- punho entreaberto - com uma junta de proteção curvada verticalmente e não unida com o pomo
- punho fechado - com uma ou mais juntas de proteção formando uma blindagem em torno da palma da mão do portador.

## Tipos

Cortes transversais típicos de lâminas

### Aszablahúngaro-polaca
O primeiro tipo de szabla, a húngaro-polaca (węgiersko-polska), foi popularizada entre a szlachta durante o reinado do transilvano-húngaro Rei da Polônia Stefan Batory no final do século XVI. Era caracterizada por possuir um grande, punho aberto com uma cruzeta e lâmina pesada, sem nenhuma curvatura ou levemente curvada. Às vezes para proteger a mão, uma corrente era presa unindo a cruzeta com o pomo. Uma vez que várias dessas armas foram feitas por ordem do rei durante a sua reforma do exército e foram gravadas com sua imagem, este tipo de sabre é também chamado de batorówka - devido o nome Batory. 

### Aszablaestilo armênio
No final do século XVII aconteceu a primeira grande modificação do sabre. Diferentemente do tipo anterior "húngaro-polaco", ele apresentava um punho protegido e se assemelhava aos sabres curvados do Leste. Foi chamado de o sabre armênio, provavelmente devido aos mercadores e fabricantes de espadas armênios que formavam a grande parte dos responsáveis pelo fornecimento de armas para a República das Duas Nações naquele tempo. Na realidade o sabre armênio gerou três tipos quase que completamente distintos de espadas, cada uma empregada para diferentes finalidades. A sua popularidade e eficiência fizeram os nobres polacos abandonarem as pesadas espadas usadas na Europa Ocidental. 
- Czeczuga era um sabre curvado com uma pequena cruzeta com um ornamentado punho aberto e uma cobertura oferecendo parcial proteção para a mão.
- Ordynka era uma arma mais pesada usada pela cavalaria. Assemelhava-se a uma mistura de todas as características da Czeczuga com um punho mais pesado e mais durável e uma lâmina da espada mais curta.
- Karabela armênia foi o primeiro exemplo de espada cerimonial usada pela szlachta. Tinha tanto a sua lâmina quanto a sua cruzeta curvada e tinha um cabo curto. Era incrustada e decorada com pedras preciosas e marfim. Usada ao longo dos séculos, no século XVIII ela evoluiu para a Karabela padrão, usada tanto como parte do vestuário como para o combate.

### Aszablahussarda
O sabre hussardo foi talvez o tipo mais conhecido de szabla em seu tempo e se tornou um precursor de muitas outras armas européias. Introduzido por volta de 1630, ele serviu como uma arma branca da cavalaria, geralmente usada pela cavalaria pesada, ou hussardos. Muito menos curvada que a sua predecessora armênia, ela era ideal para a luta sobre o cavalo e permitia golpes mais rápidos e mais fortes. Os mais pesados, e quase que totalmente punhos fechados ofereciam uma boa proteção para a mão e muito mais controle sobre o sabre durante uma escaramuça. Dois pedaços de metal em ambos os lados da lâmina chamado de bigode (wąsy) ofereciam maior durabilidade da arma fortalecendo seu ponto mais fraco: a união entre a lâmina e o punho. O soldado que lutasse com esse sabre poderia deixar o seu polegar estendido até mesmo para um melhor controle. O dedo era protegido por um pequeno anel de aço, protegendo-o da arma inimiga que estivesse ao longo da lâmina do sabre. Uma típica szabla hussarda era relativamente comprida, com um comprimento médio da lâmina de 85 centímetros no total. A ponta da lâmina tinha geralmente cerca de 15 a 18 centímetros, era em muitos casos de duplo fio. Tais sabres eram extremamente duráveis além de estáveis e foram usados em combate até o século XIX. Seu modelo influenciou um número maior de outros modelos em outras partes da Europa e levaram à introdução do sabre na Europa Ocidental. 

### Karabela

A cabeça de águia emoldura o punho de uma karabela

Talvez um dos mais famosos tipos de sabre polaco foi o clássico Karabela que começou a ser usado por volta de 1670. De acordo com alguns estudiosos o nome surgiu do termo italiano caro e bello, mas a etimologia exata ainda é obscura. O tipo de sabre foi inspirado nas formações turcas dos janízaros e dos sipahis. Muito mais leve que a szabla hussarda, a karabela tinha um punho aberto com o pomo no formato de uma cabeça de águia. Seu cabo anatômico permitia o manejo mais fácil de cortes circulares quando se lutava a pé e de cortes oscilantes quando montado no cavalo. 
Inicialmente os sabres karabela eram usados mais para decoração ou como arma de cerimonial usada em ocasiões especiais. Popularizada durante o governo do rei Jan III Sobieski, o sabre tornou-se umas das armas polacas de aço frio mais populares. Embora teoricamente o tipo pudesse ser subdividido em cerimonial ornamentada e uma simples arma de batalha, na realidade tanto o modelo mais caro quanto o mais barato eram freqüentemente usados em combate. A maioria da szlachta só conseguia ter uma karabela cara e no caso de extrema necessidade, simplesmente substituíam a bainha feita de ébano ou marfim por uma de couro e removia algumas das pedras preciosas do punho a fim de convertê-la em uma arma totalmente segura.

### Outros tipos
- kosciuszkowska, um modelo popular usado durante a Revolta de Kościuszko;
- Szabla wz.34 ("szabla modelo 34"), um modelo do século XX produzido a partir de 1934 na Segunda República da Polônia para a cavalaria polaca; cerca de 10 000 foram feitas.

## Referência
Nota
1. ↑  Douglas Harper, Online Etymology Dictionary, 2001.